# Pacific Tri-Nations 1997
Das Pacific Tri-Nations 1997 war die 15. Ausgabe des Rugby-Union-Turniers Pacific Tri-Nations. Dabei spielten die Nationalmannschaften von Fidschi, Samoa und Tonga um den Titel des Ozeanien-Meisters. Nach drei Spielen, in denen die drei Teilnehmer jeweils einmal gegen die beiden anderen Teams antraten, sicherte sich Samoa zum sechsten Mal den Titel.

## Tabelle
|    | Land    | Spiele | Siege | Unent. | Ndlg. | Spiel- punkte | Diff. | Tabellen- punkte |
| -- | ------- | ------ | ----- | ------ | ----- | ------------- | ----- | ---------------- |
| 1. | Samoa   | 2      | 2     | 0      | 0     | 88:30         | + 58  | 4                |
| 2. | Fidschi | 2      | 1     | 0      | 1     | 37:36         | + 1   | 2                |
| 3. | Tonga   | 2      | 0     | 0      | 2     | 23:82         | − 59  | 0                |

## Ergebnisse
| 21. Juni 1997 | Fidschi                                                                     | 20 : 10 | Tonga                                             | National Stadium, Suva Schiedsrichter: Glenn Wahlstrom (Neuseeland) |
| 21. Juni 1997 | Versuche: Lasagavibau Little Tuilevu Erhöhungen: Little Straftritte: Little | Bericht | Versuche: Uhi Erhöhungen: Tonga Dropgoals: Afeaki | National Stadium, Suva Schiedsrichter: Glenn Wahlstrom (Neuseeland) |

| 28. Juni 1997 | Samoa                                                   | 62 : 13 | Tonga                                                        | Apia Park, Apia |
| 28. Juni 1997 | Versuche: Ale (2) Clarke Paramore (2) Soʻoalo (3) Vaega | Bericht | Versuche: Taʻufoʻou Erhöhungen: Tonga Straftritte: Tonga (2) | Apia Park, Apia |

| 5. Juli 1997 | Samoa                                                                        | 26 : 17         | Fidschi                                                                | Apia Park, Apia Schiedsrichter: Paul Honiss (Neuseeland) |
| 5. Juli 1997 | Versuche: Leiasamaivaʻo Tuigamala Erhöhungen: Vaʻa (2) Straftritte: Vaʻa (4) | (17:10) Bericht | Versuche: Rauluni Uluinayau Erhöhungen: Little (2) Straftritte: Little | Apia Park, Apia Schiedsrichter: Paul Honiss (Neuseeland) |